# クイーンズ・ロジック/女の言い分・男の言い訳
『クイーンズ・ロジック/女の言い分・男の言い訳』（おんなのいいぶん・おとこのいいわけ、Queens Logic）は、1991年のアメリカ合衆国のコメディ映画。ケヴィン・ベーコン、リンダ・フィオレンティーノ、ジョン・マルコヴィッチ、ジョー・マンテーニャ、ケン・オリン、トム・ウェイツ、クロエ・ウェッブ出演。

## ストーリー
幼いアルは、ヘルゲート橋から垂れ下がっているロープを登り切り、橋の上への到達に成功する。
そして現在、妻のカーラとの結婚記念日プレゼントとして、知り合いのモンティを訪ねて指輪を買ったアルは、彼にいとこのレイとパトリシアの結婚式について話す。そのころレイとパトリシアは、レイが物事が進むスピードが速すぎると主張し、彼女の親に会いたがらないことで喧嘩になり、パトリシアはさらに彼が結婚にも消極的になっていることに気づき、自分は何があっても結婚式をすると彼に伝える。その夜、ジャックのバーでは、記念日を忘れて手品を楽しんでいたアルが、そこに来たレイと話し込む。記念日のことを思い出したアルが帰ろうとしたとき、彼と因縁があるジョーイ・クラムスが現れる。レイに静止されバーを出たアルは、急いで家に帰るが、すでにカーラの機嫌は最悪で、なんとか場を和ませようとしたアルを殴り、子供達を連れて実家に帰ってしまう。
翌日レイと話したパトリシアは、結婚式が2日後に迫るなか、まだ結婚に乗り気でないレイの背中を押す。アルは、魚加工工場の共同経営者であるエリオットと従業員の扱いに苦慮していた。その後友人のヴィニーに電話し、久しぶりに地元に帰ってくる幼馴染のデニスを、みんなで空港まで迎えに行くために、ジャックのバーで待ち合わせることを知らせる。そこにクラムスの部下と思われる男がやってくるが、エリオットが追い返す。そして待ち合わせ前にカーラを訪ねたアルだが、彼女から帰る気はないと一蹴される。アルたちは空港でデニスを出迎え、プールで昔の話を語り合う。一方のカーラは、パトリシアにアルに対しての悩みを打ち明けていた。

## キャスト
| 役名       | 俳優                         | 日本語吹替 |
| ---------- | ---------------------------- | ---------- |
| デニス     | ケヴィン・ベーコン           | 関俊彦     |
| カーラ     | リンダ・フィオレンティーノ   | 佐々木優子 |
| アル       | ジョー・マンテーニャ         | 江原正士   |
| エリオット | ジョン・マルコヴィッチ       | 大滝進矢   |
| レイ       | ケン・オリン                 | 中田和宏   |
| ヴィニー   | トニー・スピリダキス         | 中村大樹   |
| モンティ   | トム・ウェイツ               | 辻親八     |
| パトリシア | クロエ・ウェッブ             | 神代知衣   |
| グレイス   | ジェイミー・リー・カーティス | 金野恵子   |
| マーティ   | マイケル・ゼルニカー         | 星野充昭   |
| マリア     | ケリー・ビショップ           | 火野カチ子 |
| ジェレミー | テリー・キニー               |            |
| ジャック   | エド・マリナロ               | 伊藤栄次   |

- 日本語吹替：VHS版（DVD未収録）

## スタッフ
- 監督：スティーヴ・ラッシュ
- 脚本：トニー・スピリダキス
- 原案：トニー・スピリダキス、ジョセフ・W・サヴィーノ
- 製作：スチュアート・オーケン、ラッセル・スミス
- 製作総指揮：スチュアート・ベンジャミン、テイラー・ハックフォード
- 撮影監督：アミール・モクリ
- プロダクションデザイナー：エドワード・ピッソーニ
- 編集：パトリック・ケネディ
- 音楽：ジョー・ジャクソン
- 衣裳デザイン：リンダ・M・バス
- 日本語字幕：古田由紀子
- 吹替翻訳：岡田壯平
- 吹替演出：春日一伸
- 吹替製作：S.E.R.